# Aleuria aurantia
Pézize orangée
Espèce
Aleuria aurantia, la Pézize orangée, est un champignon ascomycète, comestible cru mais peu goûteux de l'ordre des Pezizales. Il est parfois consommé en dessert (sucré) ou pour agrémenter une salade.

## Taxonomie

### Synonyme
- Peziza aurantia Pers. 1800 - basionyme